# Manuel Guillermo Pinto
Manuel Guillermo Pinto (Buenos Aires, 1783 - 28 de junio de 1853) fue un militar argentino que luchó contra las Invasiones Inglesas y en la Guerra de Independencia de la Argentina. Alcanzó el grado de general y, más tarde, fue gobernador de Buenos Aires.

## La carrera de la Revolución

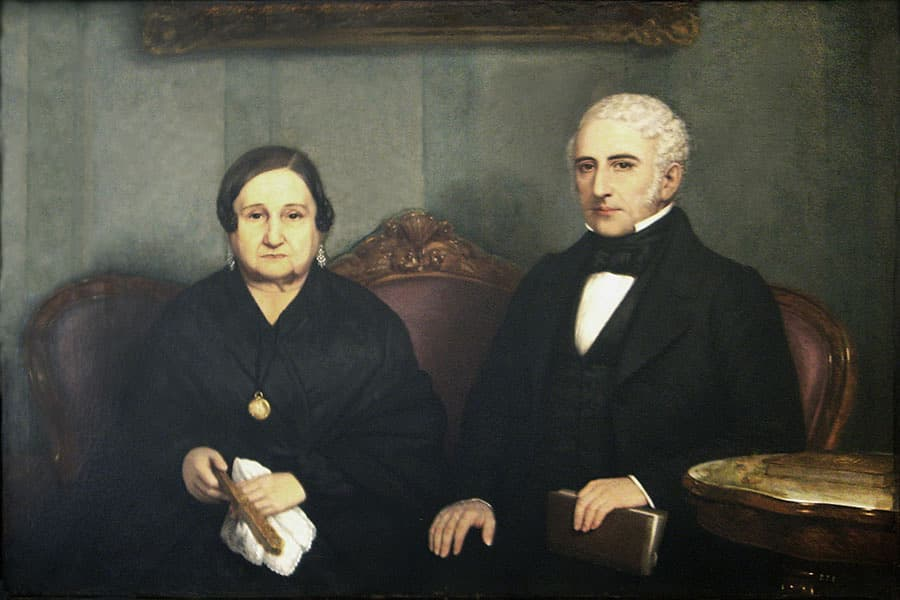
Manuel Guillermo Pinto y Juana García, c.1860

Nació en Buenos Aires en junio de 1783 como hijo de Joaquín Pinto González, perteneciente a la familia Pinto, de gran influencia en la vida pública sudamericana, y de RIta Lobo Acosta. Siendo muy joven, viajó a España para cursar estudios de derecho. Regresó  en 1806, y se enroló como oficial para pelear contra las invasiones inglesas como oficial del Cuerpo de Voluntarios Artilleros de la Unión.
En 1810 participó del Cabildo Abierto que decidió la deposición del Virrey. Formó parte del Ejército Auxiliar, y luchó en Suipacha y Huaqui.
Fue enviado en misión diplomática a Europa, pasando un período en Londres y otro en Cádiz; desde allí retornó a Londres, donde arregló el viaje de los futuros generales José de San Martín y Carlos María de Alvear a Buenos Aires. Regresó a su ciudad poco después que ellos, y asumió el mando de un regimiento de artillería; con este participó junto a San Martín en la revolución del 8 de octubre de 1812, que derribó al Primer Triunvirato y elevó al Segundo. Se incorporó a la Logia Lautaro.
Al año siguiente se unió al sitio de Montevideo y luego a la campaña de Alvear y Manuel Dorrego contra Artigas en 1815. Fue ascendido a coronel.
El director José Rondeau lo envió en 1819 a pactar una alianza contra los federales con el general portugués Lecor, que ocupaba la Banda Oriental. Luego se incorporó al Ejército del Norte, que bajaba de Córdoba hacia Buenos Aires, pero fue arrestado al producirse el Motín de Arequito. Participó en la represión de los alzamientos populares durante la anarquía del año 1820, aunque le tocó un corto período de arresto en la isla Martín García. Fue presidente de la legislatura provincial entre 1821 y 1824.
Fue diputado en el Congreso General de 1824 representando a Misiones, provincia que no conocía. Se opuso a la revolución de Juan Lavalle en 1828, y combatió del lado de Juan Manuel de Rosas. Volvió a la legislatura en las elecciones de 1829, y fue presidente de ella desde 1833; por esa época fue ascendido a general. Como presidente de la misma en 1835, votó la elección de Rosas y refrendó la entrega de la "suma del poder público".
Se retiró de la política al año siguiente, y permaneció en la ciudad de Buenos Aires, dedicado al comercio.

## El Estado de Buenos Aires

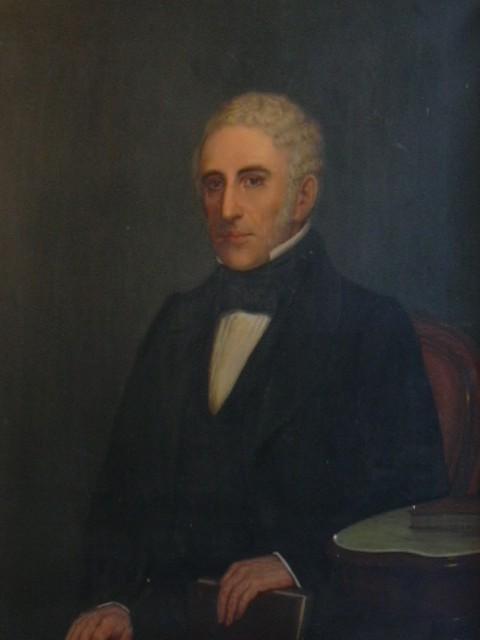
Retrato del general Pinto

Poco después de la batalla de Caseros, en febrero de 1852, fue elegida una nueva legislatura, con miembros en general nuevos. Uno de los pocos que tenía experiencia legislativa era Pinto, que fue nombrado su presidente. Fue gobernador delegado de Vicente López en mayo, mientras este firmaba el Acuerdo de San Nicolás. Como la legislatura se negó a sancionar el Acuerdo, Justo José de Urquiza la disolvió en junio, exigiendo que Buenos Aires se reconociera en igualdad de condiciones con las demás provincias.
Un grupo de oficiales al mando del coronel José María Pirán dio un golpe el 11 de septiembre, apenas Urquiza dejó la ciudad para inaugurar la Convención Constituyente en Santa Fe, y nombró gobernador provisional a Pinto. Sus ministros fueron Pirán, Valentín Alsina y Carreras. Reunió a la legislatura que había sido disuelta por Urquiza, rechazó el Acuerdo de San Nicolás, y rompió relaciones con la Confederación. Quiso dirigir una invasión a las provincias de Córdoba y Santa Fe, pero apenas logró una expedición a Entre Ríos (a órdenes de Manuel Hornos y Juan Madariaga), que resultó un fracaso.
En octubre convocó a elecciones, por las que el 31 de octubre de 1852 fue elegido gobernador Valentín Alsina. Este declaró al Estado de Buenos Aires «separado de la Confederación»; era una independencia de hecho, aunque oficialmente seguía llamándose Provincia de Buenos Aires.
Cuando Alsina renunció, el 7 de diciembre de 1852, a raíz de la revolución federal del general Hilario Lagos, Pinto fue nombrado nuevamente gobernador interino. Sus ministros fueron Nicolás Anchorena, Carreras y Ángel Pacheco, todos ellos antiguos rosistas. Tuvo que defender la ciudad del sitio al que la puso Lagos, al que poco después se sumó Urquiza. Recibió un enviado de este, y lo convenció de firmar un tratado que dejaba las cosas en el mismo lugar, pero con la retirada de Lagos; Urquiza se negó a firmarlo. Desde la Nochebuena de 1852 hasta julio de 1853, Buenos Aires permaneció sitiada.
El sitio se resolvió por medio del soborno al jefe de la escuadra federal, el norteamericano John Halstead Coe, que se pasó a Buenos Aires, y por el soborno a cientos de oficiales de Lagos.
Pinto murió el 28 de junio de 1853, cuando todavía era gobernador de una ciudad sitiada, poco después de la traición de Coe. El pueblo bonaerense de General PInto fue llamado así en su homenaje.
Se había casado con la patricia Juana García González quien «fue, como su compañero, apreciadísima por su moderación, cultura y patriotismo».